# Волковиськ (Крупський район)
Волковиськ (біл. вёска Ваўкавыск) — село в складі Крупського району Мінської області, Білорусь. Село підпорядковане Ігрушківській сільській раді, розташоване в східній частині області.